# Leváre
Leváre es un municipio del distrito de Revúca en la región de Banská Bystrica, Eslovaquia, con una población estimada a final del año 2024 de 77 habitantes.
Se encuentra ubicado al este de la región, en la cuenca hidrográfica del río Sajó —un afluente derecho del río Tisza— y cerca de la frontera con la región de Košice.

## Demografía
| Año        | 1994 | 2004    | 2014    | 2024     |
| ---------- | ---- | ------- | ------- | -------- |
| Población  | 101  | 102     | 94      | 77       |
| Diferencia |      | +0,99 % | −7,84 % | −18,08 % |

| Año        | 2023 | 2024    |
| ---------- | ---- | ------- |
| Población  | 81   | 77      |
| Diferencia |      | −4,93 % |